# Dušan Črnigoj
Dušan Črnigoj, slovenski inženir gradbeništva, poslovnež in politik, * 11. avgust 1949, Postojna.
Črnigoj je bil generalni direktor in največji lastnik družbe Primorje, preden je šlo podjetje poleti 2012 v stečaj. V javnosti je bil znan kot eden od t. i. »gradbenih baronov«, lastnikov velikih slovenskih gradbenih podjetij, ki so pričela po hitrem postopku propadati ob izbruhu svetovne gospodarske krize. Črnigoja, ki se je po propadu Primorja upokojil, je sodišče skupaj s sedmerico soobtoženih obsodilo zaradi kaznivega dejanja dajanja in terjanja nagrade v t. i. zadevi »čista lopata«, preiskavi posla s Kontrolo zračnega prometa Slovenije za izgradnjo novega kontrolnega stolpa na brniškem letališču. Po pritožbi na višjem sodišču mu je bila izrečena 14-mesečna zaporna kazen, ki jo je začel prestajati junija 2013.
Med 2007 in 2012 je bil član Državnega sveta Republike Slovenije.